# Saint-Nazaire-les-Eymes
Saint-Nazaire-les-Eymes település Franciaországban, Isère megyében. Lakosainak száma 3013 fő (2022. január 1.). Saint-Nazaire-les-Eymes Bernin, Saint-Ismier, Saint-Pierre-de-Chartreuse, Villard-Bonnot és Plateau-des-Petites-Roches községekkel határos.

## Népesség
A település népessége az elmúlt években az alábbi módon változott:
| Lakosok száma | 728  | 1684 | 1940 | 2592 | 2950 | 2961 | 2955 | 2960 | 2978 | 3013 |
|               | 1968 | 1982 | 1990 | 2006 | 2013 | 2015 | 2017 | 2019 | 2020 | 2022 |